# Salvelinus neocomensis
Salvelinus neocomensis és una espècie extinta de peix de la família dels salmònids i de l'ordre dels salmoniformes.

## Alimentació
Menjava principalment larves d'insectes, caragols, crustacis i ous de peix.

## Hàbitat
Era un peix d'aigües dolces temperades.

## Distribució geogràfica
Es trobava a Europa: llac Neuchâtel (Suïssa).